# 格雷扎克
格雷扎克（法語：Grézac，法語發音：[ɡʁezak]）是法国滨海夏朗德省的一个市镇，位于该省中南部，属于桑特区。

## 地理
格雷扎克（45°36'14"N, 0°50'28"W）面积20.06 平方千米，位于法国新阿基坦大区滨海夏朗德省，该省份为法国西部滨海省份，北起旺代省，西临大西洋，南至吉倫特省，东南接多爾多涅省，东北接德塞夫勒省接壤，东临夏朗德省。
与格雷扎克接壤的市镇（或旧市镇、城区）包括：科尔姆埃克吕斯、科兹、默尔萨克、圣安德烈德利东、塞米萨克、坦村。

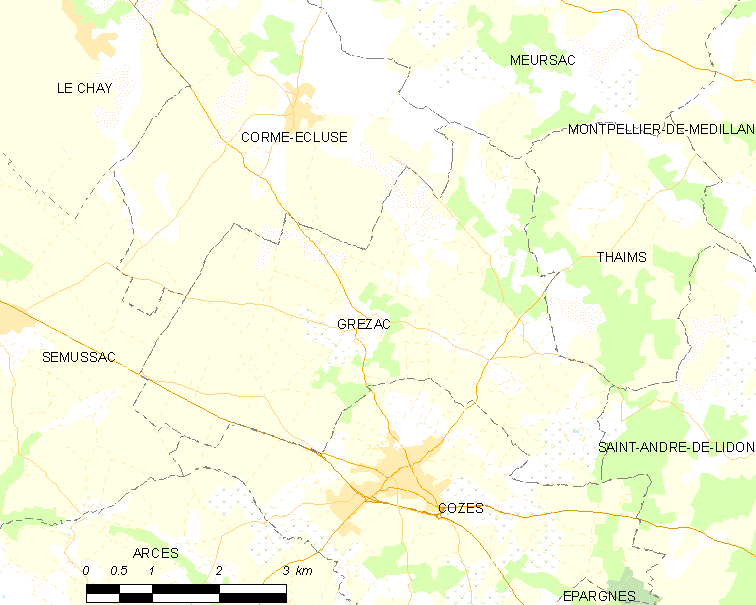
格雷扎克的OSM定位图

格雷扎克的时区为UTC+01:00、UTC+02:00（夏令时）。

## 行政
格雷扎克的邮政编码为17120，INSEE市镇编码为17183。

## 政治
格雷扎克所属的省级选区为桑通日-河口县。

## 人口

1962-2008年间格雷扎克人口变化图示

格雷扎克于2022年1月1日时的人口数量为951人。